# Beverly Willis
Pour les articles homonymes, voir Willis.
Beverly Willis, née à Tulsa (Oklahoma) le 17 février 1928 et morte le 1er octobre 2023 à Branford (Connecticut), est une architecte américaine.
Elle fait partie des premières femmes architectes des années 1960.
En 1966, elle ouvre son agence à San Francisco qui compte jusqu'à 35 personnes.
Dans les années 1970, elle développe un logiciel, CARLA (Computerized Approach to Residential Land Analysis), pour l'urbanisme à grande échelle, mis en pratique pour le projet de la Aliamanu Valley Community pour 11 500 habitants, à Hawaii.

## Réalisations

Entrée du San Francisco Ballet Building en 1984.

Parmi ses quelque 700 réalisations :
- Union Street Stores (1965)
- Margaret Hayward Park Building (1978)
- San Francisco Ballet Building (1983).